# Ablakadó
Az ablakadó a házadó egyik alakja volt régebben, az ablakkal mint adóegységgel. Ezt az adónemet Angliában a füstadó eltörlése után 1696-ban hozták be, majd 1851-ben eltörölték, és helyébe a lakásadó lépett. A franciáknál ajtóadó néven vált ismertté.